# Studioglasbewegung
Die Gründung der amerikanischen Studioglasbewegung (englisch: Studio Glass Movement) wird auf das Jahr 1962 zurückgeführt, konkret auf zwei Workshops, die der Glaskünstler Harvey Littleton (1922–2013) im Toledo Museum of Art in Ohio durchführte. Er zeigte dabei, wie Glaskunst im eigenen Atelier, unabhängig von Glasmanufakturen, hergestellt werden kann.
Diese Bewegung hat internationale Künstler hervorgebracht, deren Werke aus Glas in Kunstmuseen auf der ganzen Welt zu sehen sind, wie im Corning Museum of Glass, Metropolitan Museum of Art in New York oder dem Victoria and Albert Museum in London.

## Die Anfänge: Harvey K. Littleton
Harvey K. Littleton wuchs in Corning (New York) auf, einer Stadt, in der die Glasindustrie seit Mitte des 19. Jahrhunderts angesiedelt war. Sein Vater arbeitete als Physiker in der Forschungsabteilung der Corning Glass Works.
Als College-Student nahm Littleton einen Sommer-Job bei Corning an und beobachtete die Handhabung von glühendem Glas. Im Jahr 1947 schloss er sein Studium an der University of Michigan im Hauptfach Industrial Design ab.
Am liebsten hätte er nun in den Corning Glass Works ein Labor eröffnet, in dem für alle anderen Abteilungen neue Techniken und Konzepte erprobt werden sollten. Doch die Firmenleitung lehnte seinen Vorschlag ab.
Littleton hatte die Vorstellung, dass neue Ideen und Produkte in der Auseinandersetzung mit dem Material entstehen sollten, dass die konkrete Handhabung von Glas den kreativen Prozess in Gang setzen würde. Die Firmenleitung blieb jedoch bei der traditionellen Auffassung, dass Design eine Schreibtischarbeit sei und die Designer nicht mit dem Material herumpfuschen sollten. Die Trennung von Design und Herstellung war die Regel. Die Designer machten ihre Entwürfe am Zeichenbrett, dann wurden diese in der Fabrikation von erfahrenen Glas-Arbeitern umgesetzt. Glas galt als industrieller Werkstoff, der nur im Umfeld von Anlagen bearbeitet werden kann.
Zunächst wandte sich Littleton enttäuscht vom Material Glas ab, das anscheinend keine individuelle Handhabung erlaubte, und wandte sich der Keramik zu. Sein Studium auf diesem Gebiet schloss er 1951 mit dem Master of Fine Arts ab. Er begann an der University of Wisconsin zu unterrichten. Im gleichen Jahr wurde das Corning Museum of Glass eröffnet.

## Workshop 1962
1957 reiste Littleton nach Europa, um dort die Herstellung von Keramik zu studieren. In Murano bei Venedig besuchte er zahlreiche Glasmanufakturen, versuchte sich selbst im Glasblasen und kaufte Werkzeug ein. Im Jahr 1959 baute er seinen ersten Glasofen.
Die Chance zur Realisierung seiner Vorstellungen erhielt er im Jahr 1962: Das Toledo Museum of Art ermöglichte ihm die Durchführung zweier experimental workshops, in denen die Teilnehmer Glas im Ofen schmelzen und sich als Glasbläser betätigen sollten. Die praktische Durchführung war aber kein Erfolg, da sie an technischen Problemen zu scheitern drohte. Einer der Teilnehmer war der Ingenieur Dominick Labino, der in der Glasindustrie als Leiter einer Forschungsabteilung tätig war. Er hatte Anwendungen von Glasfasern zur Hitze-Isolation für die Raumfahrt entwickelt. Mit seiner Hilfe wurde der Ofen verbessert, als Ausgangsmaterial stellte er industrielle Glasperlen mit tiefem Schmelzpunkt zur Verfügung. Damit wurde das Glasblasen im Workshop schließlich möglich. Die ersten Resultate waren zwar bei allem Enthusiasmus der Beteiligten kümmerlich. Aber der Beweis, dass Glaskünstler mit kleinen Schmelzöfen ihre individuellen Werke im eigenen Atelier realisieren konnten, war erbracht.

## Die Studioglasbewegung
In der Folge tat Littleton sein Bestes, um der neuen Bewegung zu Verbreitung und Anerkennung zu verhelfen. Er konnte Gelder frei machen und Kontakte zu Studenten und Künstlern herstellen. Als Professor an der Universität von Wisconsin führte er im Jahr 1963 den ersten Studiengang für Glas in den USA ein. Einer seiner Studenten, Marvin Lipofsky, leitete 1964 einen Studiengang an der Universität in Berkeley. Ein anderer Student, Dale Chihuly, heute ein internationaler Glaskünstler, studierte zunächst an der Rhode Island School of Design weiter und leitete später dort die Glas-Abteilung. 1971 war er an der Gründung der Pilchuck Glass School, Washington beteiligt.
In dieser Weise breitete sich die Studioglasbewegung in den USA aus und wurde im Laufe der 1970er Jahre zunehmend zu einer internationalen Bewegung. Glaskünstler konnten in den USA meist nur auf eine Vergangenheit industrieller Glasproduktion zurückblicken. Manche von ihnen reisten deshalb nach Italien, Deutschland, Schweden oder in die Tschechoslowakei, um sich mit der europäischen Tradition vertraut zu machen.
Littleton selber reiste noch im Jahr 1962 wieder nach Europa und besuchte in Deutschland Ende August das Städtchen Zwiesel, einen jener Orte im Bayerischen Wald, die wie das benachbarte Frauenau auf eine große Glasmacher-Tradition zurückblicken. Dort bekam er eine frei geformte Vase von Erwin Eisch zu sehen, was ihn veranlasste, Eisch sofort in Frauenau aufzusuchen. Dieser hatte im Betrieb seiner Familie, der Eisch Glashütte, schon seit den 50er Jahren versucht, seine eigenen künstlerischen Ideen zu realisieren, das heißt Glasobjekte, die nicht mehr den traditionellen Vorstellungen von Funktionalität und guter Form entsprachen.
Nach dieser ersten Begegnung gab es zwei Jahre lang keinen Kontakt, bis Erwin Eisch im Jahr 1964 von Littleton die Einladung erhielt, in New York am ersten World Congress of Craftsmen (WCC) teilzunehmen. Es folgten weitere Besuche von Eisch in den USA, unter anderen als Gastprofessor an der Universität of Wisconsin. Auch reiste Littleton immer wieder nach Frauenau. Im Jahr 1965 baute Eisch im Erdgeschoss der Familien-Glashütte einen kleinen Studioglas-Ofen, der fast zehn Jahre lang benutzt wurde, nicht nur von Eisch selber, sondern von anderen Künstlern aus der Studioglasbewegung, vor allem aus den USA. Heute gilt Eisch als einer der Pioniere der europäischen Studioglasbewegung.
Ganz unabhängig von diesen Entwicklungen, und ohne dass man gegenseitig voneinander wusste, hatte Volkhard Precht 1963 in Lauscha in der DDR den ersten Studioglasofen Europas gebaut.
Dale Chihuly reiste im Jahr 1968 nach Venedig und lernte in der Glasmanufaktur Venini in Murano die Glaskreation im Teamwork kennen. Die Art und Weise, wie mehrere Glasfachleute an der Entstehung eines Glaskunstwerkes beteiligt sind, praktizierte er in seinem eigenen Studio in den USA. Sam Herman, ein Schüler von Littleton, gilt als einer der Begründer der Studioglasbewegung in Großbritannien. Anfang der 1970er Jahre brachte er mit der Einrichtung einer Glasabteilung am Royal College of Art in London das Studioglas in die Hochschulausbildung ein. 1974 zeigte er in Stuttgart seine erste, von Wolfgang Kermer kuratierte Einzelausstellung in Deutschland. In Frankreich begann Mitte der 1970er Jahre Claude Morin mit einem selbstgebauten Ofen in Dieulefit zu experimentieren.
Museen begannen, sich für die neue Glaskunst der Gegenwart zu interessieren. Einen wesentlichen Beitrag, die Studioglasbewegung in Europa bekannt zu machen, leistete 1972 die Schau Glas heute – Kunst oder Handwerk im Jahr 1972 im Museum Bellerive in Zürich. Am zugehörigen Symposium nahmen u. a. Harvey Littleton, Erwin Eisch und Dale Chihuly teil. Die Anfänge der Studioglasbewegung und ihre internationale Entwicklung dokumentiert die Schenkung Wolfgang Kermer im Glasmuseum Frauenau.

## Museen und Sammlungen mit Studioglas

### Deutschland
- Europäisches Museum für Modernes Glas, Rödental
- Glasmuseum Hentrich, Düsseldorf
- Glasmuseum Frauenau
- Glasmuseum Immenhausen
- Kunstmuseum Moritzburg in Halle (Saale)[3]
- Glasmuseum Ernsting, Coesfeld
- Alexander Tutsek-Stiftung, München
- Europäisches Flakonglasmuseum am Rennsteig, Kleintettau
- Achilles-Stiftung, Hamburg[4]

### Schweiz
- Musée Ariana, Genf
- mudac (musée cantonal de design et d’arts appliqués contemporains), Lausanne

### International
- Victoria and Albert Museum, London, GB
- Musée-atelier du verre, Sars-Poteries, Frankreich
- Corning Museum of Glass (CMoG), New York, USA
- Metropolitan Museum of Art, New York, USA
- Museum of Glass (MoG), Tacoma, USA
- Toledo Museum of Art, Toledo, USA